# Tjukjan
Der Tjukjan (russisch Тюкян; jakutisch Түүкээн, Tüükeen) ist ein 747 km langer linker Nebenfluss des Wiljui in Sibirien (Russland, Asien).

## Verlauf
Der Tjukjan entfließt in etwa 325 m Höhe einem im Wasserscheidebereich zum Becken des Tjung gelegenen Sumpfgebiet im Ostteil des zum Mittelsibirischen Berglands, wenig unterhalb des Polarkreises. Er fließt zunächst in südöstlicher bis östlicher Richtung, erreicht die Mitteljakutische Niederung und durchfließt diese in südlicher Richtung. Dabei mäandriert der Fluss stark. Er mündet schließlich etwa 30 km nordwestlich des Dorfes und Verwaltungszentrums des gleichnamigen Ulus (Rajons) Werchnewiljuisk in den Lena-Nebenfluss Wiljui, etwa auf halbem Wege zwischen den am Wiljui gelegenen Kleinstädten Njurba und Wiljuisk. Der Tjukjan ist in Mündungsnähe unter 100 Meter breit und etwa einen Meter tief, und die Fließgeschwindigkeit beträgt 0,3 m/s.
Der Tjukjan durchfließt auf seiner gesamten Länge das Territorium der autonomen Republik Sacha (Jakutien).

## Hydrologie
Das Einzugsgebiet des Tjukjan umfasst 16.300 km². Bedeutendste Zuflüsse sind von rechts der 85 km lange Tenkeljach und der 349 km lange Tschilli. In Einzugsgebiet gibt es eine große Zahl abflussloser Seen, vorwiegend Thermokarstbildungen.
Der Tjukjan gefriert zwischen Mitte Oktober und der zweiten Maihälfte. Der mittlere Abfluss beträgt 30 m³/s.

## Nutzung und Infrastruktur
Der Tjukjan ist nicht schiffbar.
Das durchflossene Gebiet ist nur dünn besiedelt. In der Nähe der Quelle liegt das zum Ulus (Rajon) Olenjokski gehörende Dorf Ejik mit 357 Einwohnern (2001). Direkt am Fluss gibt es auch im weiteren Verlauf keine Ortschaften. Fast auf der gesamten Länge markiert der Tjukjan die Grenze zwischen den Ulussen Njurba und Werchnewiljuisk, in deren nördlichen Teilen es keine ständig bewohnten Ortschaften gibt. Erst auf den letzten etwa 50 Kilometern vor seiner Mündung erreicht der Fluss den dichter besiedelten Zentralteil der Ulusse entlang des Wiljui. Dort kreuzt die entlang des Wiljui führende Straße den Tjukjan als einzige im durchflossenen Gebiet unweit seiner Mündung. Eine feste Brücke fehlt dort bislang, ist jedoch projektiert.